# Oberea bootangensis
Oberea bootangensis là một loài bọ cánh cứng trong họ Cerambycidae.